# Cidade grande
Cidade grande é um termo comumente usado em urbanismo para designar
cidades que abriguem mais de 500 mil habitantes.
Os grandes centros urbanos abrigam empresas e serviços de alto padrão e sofisticação, neles estão presentes universidades, centros de pesquisas, laboratórios, clínicas especializadas, além dos meios de comunicação de massa e revenda de produtos importados. Geralmente, esta categoria de cidade tem influência sobre o seu estado ou uma determinada região¹.
Uma definição mais antiga é a que foi dada pela Conferência Internacional de Estatística de 1887, que definia cidades grandes como sendo aquelas com mais de 100 mil habitantes.
Em Portugal por exemplo, Lisboa é considerada uma cidade grande tendo dentro do seu centro urbano cerca de 600 mil habitantes.